# Gerhard Uhlenbruck

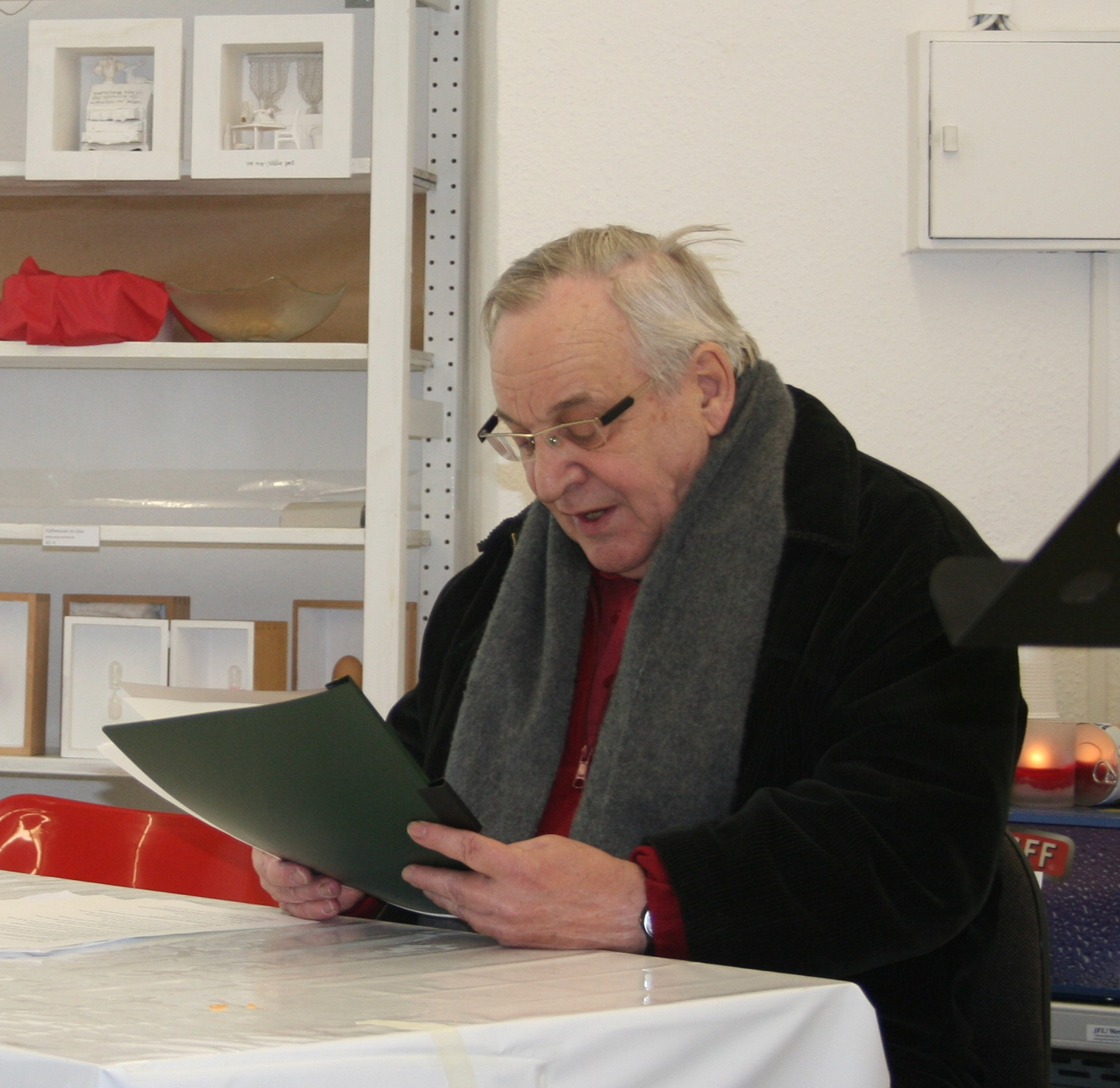
Gerhard Uhlenbruck bei einer Lesung im Lenau-Forum, Köln-Ehrenfeld 2009

Gerhard Uhlenbruck (* 17. Juni 1929 in Köln; † 17. August 2023) war ein deutscher Mediziner (Immunologe) und Aphoristiker. Er war emeritierter ordentlicher Professor der Universität zu Köln und wohnte in Köln.

## Leben
Uhlenbruck wurde 1929 als erstes Kind des Universitätsprofessors für Innere Medizin Paul Uhlenbruck in den Universitätskliniken in Köln-Lindenthal geboren. Der Jurist Wilhelm Uhlenbruck ist sein Bruder. Im Anschluss ans Abitur 1949 am Gymnasium Kreuzgasse in Köln begann er ein Medizinstudium an der Universität zu Köln. Nach der ärztlichen Vorprüfung ging er an das Physiologisch-Chemische Institut, an dem er schon seine Doktorarbeit (über Acetalphosphatide) experimentell bearbeitet hatte. 
Nach Forschungsaufenthalten am Lister Institute of Preventive Medicine in London und an der Universität Cambridge (Zellelektrophorese) wurde er mit der Leitung der 1963 in Köln neu eingerichteten Abteilung Biochemie und Tumorimmunologie am Max-Planck-Institut für Hirnforschung beauftragt. Dort konnte er sich 1964 für das Fach Immunbiologie habilitieren. Zum ordentlichen Professor wurde er 1968 berufen. Von 1974 bis zu seiner Emeritierung 1996 war er Direktor des Institutes für Immunbiologie an der Uniklinik Köln.
Danach beschäftigte er sich zunehmend im Bereich Prävention durch Sport und mit dem Thema Lauftherapie, zum Beispiel auch als Gast-Dozent an der Deutschen Sporthochschule und an der Trainerakademie in Köln. Außerdem begann er am Projekt „Sport und Krebs“ des Landessportbundes in NRW mitzuarbeiten.
Im Buch Seziert (2013) wurde seine jahrzehntelange enge Freundschaft und Zusammenarbeit mit dem Ostberliner Rechtsmediziner Otto Prokop, unter anderem zur Stoffgruppe der Lektine, thematisiert.
Am 22. Juni 2019 veranstalteten Cornel Wachter und Margit Hähner anlässlich des 90. Geburtstag von Uhlenbruck ein Fest im Odeon-Kino in Köln. Film, Lesungen, Talks mit Ingo Froböse, Rolly Brings, Bezirksbürgermeister Andreas Hupke, Autoren des VS-Köln und Mark Benecke (als Videoeinspielung) standen auf dem Programm.
Noch kurz vor Uhlenbrucks Tod inverviewte Mark Benecke ihn über den "vergessenen Kölner Nobelpreisträger" Kurt Alder.
Uhlenbruck starb 2023 im Alter von 94 Jahren und wurde auf dem Kölner Melaten-Friedhof beigesetzt.

## Auszeichnungen
Medizinische Auszeichnungen
- 1968: Franz Oehlecker-Medaille für Bluttransfusionsforschung
- 1986: Richard Kockel Medaille für Gerichtliche Medizin
- 1987: Mitglied der Akademie der Wissenschaften der DDR
- 1993: Sir Frank MacFarlane Burnet Gedächtnis-Preis für Krebs- und Metastasenforschung

Sportliche Auszeichnungen
Seine sportliche Karriere begann Uhlenbruck in der Gymnasialzeit erst als Boxer, dann als Läufer. Er war:
- Deutscher Marathonmeister der Ärzte
- Deutscher Vizemeister bei den Radfahrenden Ärzten (Straßenrennen & Zeitfahren).

Weitere Auszeichnungen
- Ernennung zum Dr. hum. c. der Narrenakademie in Dülken
- 1995: Bundesverdienstkreuz 1. Klasse
- Ehrenmitglied des Deutschen Vereins Langlaufender Ärzte (DVLÄ)
- 2017: Lehrer-Welsch-Sprachpreis, „vor allem für seine zahlreichen literarischen Veröffentlichungen“

## Medizinische Veröffentlichungen und Mitgliedschaften
Neben Publikationen auf dem Gebiet der Immunbiologie (Immunbiologie – Eine Einführung 1971) und dem in Zusammenarbeit mit Otto Prokop verfassten Lehrbuch der menschlichen Blut- und Serumgruppen war Gerhard Uhlenbruck auch Mitherausgeber wissenschaftlicher Zeitschriften sowie Mitglied der British Society for Allergy and Clinical Immunology und der Gesellschaft für Biochemie und Molekularbiologie. Er schrieb die Kapitel Die Lipoide und Eiweißstoffe des Gehirns (mit Hildegard Debuch) und Immunbiologische Aspekte des zentralen und peripheren Nervensystems für das 1968 bei Springer veröffentlichte Handbuch der Neurochirurgie.
Uhlenbruck war Ehrenmitglied in der Deutschen Gesellschaft für Transfusionsmedizin und Immunhämatologie, im Verband Langlaufender Ärzte (DVLÄ), im Deutschen Verband für Gesundheitssport und Sporttherapie (DVGS), in der Deutsche Gesellschaft für Immuntheraphie, in der Interessengemeinschaft der Langstreckenläufer und der International Society for Exercise and Immunology (ISEI). Gerhard Uhlenbruck war der 1. Vorsitzende der Gesellschaft für komplementäre Orthomolekularmedizin (GKOM) und Mitglied der Evidence-Based Complementary and Alternative Medicine (USA) sowie der Kölner Akademie für Komplementärmedizin (AKOM). Er war Schirmherr und Moderator des Kongresses für Orthomolekulare Medizin in Köln und Laudator des dort jährlich verliehenen Via Biona Wissenschaftspreises Mikronährstoffe. Uhlenbruck war Mitglied im Verband deutscher Schriftsteller und im Bundesverband Deutscher Schriftstellerärzte. Außerdem war er Gründungsmitglied des Kölner Vereins für Marathon e.V.

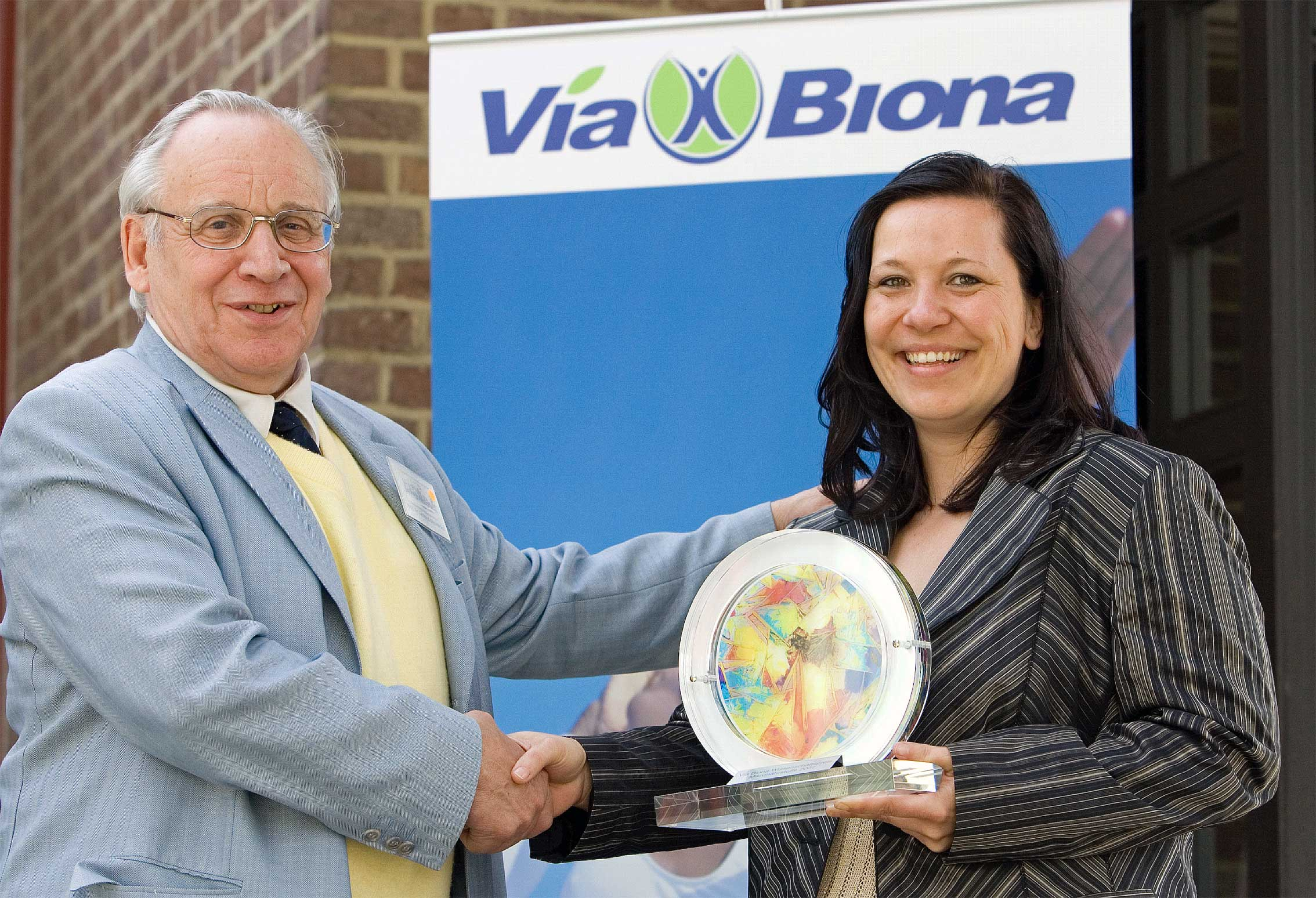
Gerhard Uhlenbruck bei der Übergabe des Wissenschaftspreises Mikronährstoffe an Diplom-Ernährungswissenschaftlerin Silke Schwarz, im September 2012

## Literarische Veröffentlichungen und Aktivitäten
Uhlenbruck nahm aktiv am kulturellen Leben besonders seines Arbeits- und seines Wohnortes teil, so zum Beispiel als Teilnehmer an der Langen Literaturnacht im Löhrerhof, Hürth. Seine vielfach aufgelegten lyrischen, aphoristischen und humoristisch/medizinischen Werke:
- 1974: Von Freund zu Freund (mit Otto Prokop). 2 Briefe. Josef Stippak Verlag, Aachen
- 1975: Nicht für immer. Pseudonym Gerhard Günther, Josef Stippak Verlag, Aachen
- 1977: Ins eigene Netz. Aphorismen. Josef Stippak Verlag, Aachen
- 1979: EinFach gesimpelt. Aphorismen. Josef Stippak Verlag, Aachen
- 1980: Der Mensch und sein Arzt (zusammen mit H. H. Skupy). Ott-Verlag, Thun
- 1980: Den Nagel auf den Daumen getroffen. Aphorismen. Deutscher Ärzte-Verlag, Köln; 2. Auflage ebenda 186
- 1980: Frust-Rationen. Josef Stippak Verlag, Aachen
- 1981: Ein gebildeter Kranker. Trost- und Trutz-Sprüche für und gegen Ängste und Ärzte (mit H. H. Skupy und H. H. Kersten). Gustav Fischer Verlag, Stuttgart
- 1981: Keiner läßt seine Masche fallen. Aphorismen. Josef Stippak Verlag, Aachen
- 1982: Medizinische Aphorismen. Jungjohann Verlagsgesellschaft, Heidelberg
- 1983: Nächstenhiebe. Aphoristische Sticheleien. Josef Stippak Verlag, Aachen
- 1984: Mensch ärgere mich nicht. Wieder Sprüche und Widersprüche. Deutscher Ärzte-Verlag, Köln
- 1984: Medizinische Aphorismen. 2. Auflage. Natura Med Verlagsgesellschaft, Neckarsulm
- 1985: Eigenliebe macht blind. Hirnrissige Gedankensprünge und Aphorismen. Josef Stippak Verlag, Aachen
- 1987: Kaffeesätze. Gedankensprünge in den Sand des Getriebes. Spiridon Verlag, Erkrath
- 1988: Kölner Klüngelkalender (mit W. Münch). Rhein-Eifel-Mosel Verlag, Pulheim
- 1989: Aphorismen sind Gedankensprünge in einem Satz. Ausgewählt und zusammengestellt von Hans Ott. Ott-Verlag, Thun
- 1989: No Body is Perfect! Rezepte von Arztbesuch bis Zeitvertreib. Rhein-Eifel-Mosel Verlag, Pulheim
- 1990: Darum geht’s nicht …? Aphorismen: Aus einem reichen Wortschatz ein knapper Wortschatz. Ahland Verlag, Hilden
- 1990: Ein gebildeter Kranker. Trost- und Trutz-Sprüche für und gegen Ängste und Ärzte (mit H. H. Skupy und H. H. Kersten). 3., wesentlich veränderte und erweiterte Auflage. Gustav Fischer Verlag, Stuttgart
- 1991: Ein-Satz-Diagnosen. Spritzige Wahrheiten in einem Satz von einem Mediziner für Ärzte und Patienten. Mediteg Verlag, Wehrheim/Taunus
- 1994: Das darf doch wahr sein! Aphoristische Gedanken. Ahland Verlag, Hilden
- 1994: Medizinische Aphorismen. 2. Auflage. Natura Med Verlagsgesellschaft, Neckarsulm
- 1996: Nichtzutreffendes bitte streichen. Aphoristische Gedankengangarten. Ralf Reglin Verlag, Köln
- 1997: Wieder Sprüche zu Widersprüchen. Satzweise sogar weise Sätze. Ralf Reglin Verlag, Köln
- 1998: Denkanstöße ohne Kopfzerbrechen. Mentale Medizin gegen miese Mentalität. Ralf Reglin Verlag, Köln
- 1999: Die Wahrheit lügt in der Mitte. Gedanken zum Bedenken. Ralf Reglin Verlag, Köln
- 1999: Der Zweck heiligt die Kittel. Humanes aus der Humanmedizin. Ralf Reglin Verlag, Köln
- 2000: Alles kein Thema! Ein Thema für alle… Ralf Reglin Verlag, Köln
- 2001: Worthülsenfrüchte oder Ein Körnchen Wahrheit für alle Tage. Ein Kalenderbuch für 2002. Ralf Reglin Verlag, Köln
- 2002: Weit Verbreitetes kurz gefasst. Klartexte aus dem Trüben gefischt. Ralf Reglin Verlag, Köln
- 2003: Der Klügere gibt nicht nach. Sprichwörtliche Aphorismen. Hrsg. v. Wolfgang Mieder. Ralf Reglin Verlag, Köln
- 2004: Humor als Kölsche Philosophie (mit Jürgen Bennack). 4. Auflage. Bachem Verlag, Köln
- 2004: Spitze Spritzen – spritzige Spitzen. Ralf Reglin Verlag, Köln
- 2005: Kein Blatt vor den Mund nehmen. Ralf Reglin Verlag, Köln
- 2006: Coole Sprüche zu heißen Themen. Nachdenkliches zum Mitdenken. Ralf Reglin Verlag, Köln
- 2007: Auf Herz und Nieren prüfen. Hrsg. v. Wolfgang Mieder. Ralf Reglin Verlag, Köln
- 2008: Der Zweck heiligt die Kittel. Ralf Reglin Verlag, Köln
- 2009: Widersprüche zum Widersprechen. Ralf Reglin Verlag, Köln
- 2009: Wortmeldungen. Universitätsverlag Dr. N. Brockmeyer, Bochum
- 2010: Klartexte für den Durchblick  Ralf Reglin Verlag, Köln
- 2011: Wortwechsel mit der Wirklichkeit. Ralf Reglin Verlag, Köln
- 2011: Spruchreif? Universitätsverlag Dr. N. Brockmeyer, Bochum
- 2011: Sprüche. Universitätsverlag Dr. N. Brockmeyer, Bochum
- 2012: Kopfnüsse – nichts für weiche Birnen. Ralf Reglin Verlag, Köln
- 2012: Gedankensplitter ohne Kopfzerbrechen. Dr. N. Brockmeyer, Bochum
- 2013: DENK-AN-SÄTZE. Wieder sinnige Sprüche und Aphoristische Heil- und Selbstpflege-Sätze. Dr. N. Brockmeyer, Bochum
- 2014: Klipp und klar ist kurz und klein. Ralf Reglin Verlag, Köln
- 2014: Spruchlandungen. Dr. N. Brockmeyer, Bochum
- 2014: Geh-Wege als Gedankengänge: Auch eine biografische Nachlese.  Ralf Reglin Verlag, Köln
- 2015: Denkzettel und Therapie-Rezepte: Sprüche und aphoristische Satz- und Sichtweisen.  Dr.N.Brockmeyer, Bochum
- 2016  Zur Sache Sätzchen. Ralf Reglin Verlag Köln
- 2016  Notizen voller Spitzen. Dr. N. Brockmeyer, Bochum
- 2016 Herausgeflutschtes. Aphoristische Spruchsätze. Dr. N. Brockmeyer Verlag, Bochum